# Mistrzostwa Świata w Lekkoatletyce 2022 – skok wzwyż kobiet
Skok wzwyż kobiet – jedna z konkurencji technicznych rozgrywanych podczas lekkoatletycznych mistrzostw świata na Hayward Field w Eugene.
Tytułu mistrzowskiego z 2019 nie broniła Marija Łasickiene.

## Terminarz
Źródło: worldathletics.org.
| Data     | Godzina |              |
| -------- | ------- | ------------ |
| 16 lipca | 11:10   | Kwalifikacje |
| 19 lipca | 17:40   | Finał        |

## Rekordy
Tabela prezentuje rekord świata, rekord mistrzostw świata, rekordy kontynentów oraz najlepszy wynik na listach światowych w sezonie 2022 przed rozpoczęciem mistrzostw.
|                            | Zawodniczka         | Wynik | Miejsce    | Data                  |
| -------------------------- | ------------------- | ----- | ---------- | --------------------- |
| Rekord świata              | Stefka Kostadinowa  | 2,09  | Rzym       | 30 sierpnia 1987(dts) |
| Rekord mistrzostw świata   | Stefka Kostadinowa  | 2,09  | Rzym       | 30 sierpnia 1987(dts) |
| Rekord Afryki              | Hestrie Cloete      | 2,06  | Paryż      | 31 sierpnia 2003(dts) |
| Rekord Ameryki Południowej | Solange Witteveen   | 1,96  | Oristano   | 8 września 1997(dts)  |
| Rekord Ameryki Północnej   | Chaunté Howard      | 2,05  | Des Moines | 26 czerwca 2010(dts)  |
| Rekord Australii i Oceanii | Nicola McDermott    | 2,02  | Tokio      | 7 sierpnia 2021(dts)  |
| Rekord Azji                | Nadieżda Dubowicka  | 2,00  | Ałmaty     | 8 czerwca 2021(dts)   |
| Rekord Europy              | Stefka Kostadinowa  | 2,09  | Rzym       | 30 sierpnia 1987(dts) |
| Listy światowe             | Jarosława Mahuczich | 2,03  | Brno       | 22 czerwca 2022(dts)  |

## Wyniki

### Kwalifikacje
Awans: 1,95 m (Q) lub 12 najlepszych rezultatów (q).
Źródło: worldathletics.org.
| Pozycja | Grupa | Zawodniczka                | Państwo                  | 1,75 | 1,81 | 1,86 | 1,90 | 1,93 | 1,95 | Wynik | Uwagi |
| ------- | ----- | -------------------------- | ------------------------ | ---- | ---- | ---- | ---- | ---- | ---- | ----- | ----- |
| 1.      | A     | Eleanor Patterson          | Australia                | –    | o    | o    | o    | o    |      | 1,93  | q     |
| 1.      | A     | Elena Vallortigara         | Włochy                   | –    | o    | o    | o    | o    |      | 1,93  | q     |
| 1.      | A     | Iryna Heraszczenko         | Ukraina                  | –    | o    | o    | o    | o    |      | 1,93  | q     |
| 1.      | A     | Safina Sadullayeva         | Uzbekistan               | –    | –    | o    | o    | o    |      | 1,93  | q,    |
| 1.      | B     | Jarosława Mahuczich        | Ukraina                  | –    | –    | o    | o    | o    |      | 1,93  | q     |
| 6.      | B     | Daniela Stanciu            | Rumunia                  | o    | o    | o    | o    | xo   |      | 1,93  | q,    |
| 6.      | B     | Karmen Bruus               | Estonia                  | o    | o    | o    | o    | xo   |      | 1,93  | q,    |
| 8.      | B     | Nadieżda Dubowicka         | Kazachstan               | –    | o    | xo   | xo   | xo   |      | 1,93  | q     |
| 9.      | B     | Nicola Olyslagers          | Australia                | –    | –    | o    | xo   | xxo  |      | 1,93  | q     |
| 10.     | A     | Lamara Distin              | Jamajka                  | –    | o    | o    | o    | xxx  |      | 1,90  | q     |
| 10.     | B     | Kimberly Williamson        | Jamajka                  | o    | o    | o    | o    | xxx  |      | 1,90  | q     |
| 10.     | B     | Lia Apostolovski           | Słowenia                 | o    | o    | o    | o    | xxx  |      | 1,90  | q     |
| 13.     | B     | Tatiana Gusin              | Grecja                   | –    | xo   | xo   | o    | xxx  |      | 1,90  | SB    |
| 14.     | B     | Marija Vuković             | Czarnogóra               | –    | o    | o    | xo   | xxx  |      | 1,90  |       |
| 15.     | A     | Maja Nilsson               | Szwecja                  | o    | o    | o    | xxo  | xxx  |      | 1,90  |       |
| 15.     | A     | Julija Łewczenko           | Ukraina                  | –    | o    | o    | xxo  | xxx  |      | 1,90  |       |
| 17.     | A     | Rachel McCoy               | Stany Zjednoczone        | o    | xo   | xo   | xxo  | xxx  |      | 1,90  | SB    |
| 18.     | B     | Ella Junnila               | Finlandia                | –    | o    | o    | xxx  |      |      | 1,86  |       |
| 18.     | B     | Vashti Cunningham          | Stany Zjednoczone        | –    | –    | o    | xxx  |      |      | 1,86  |       |
| 20.     | A     | Kristina Owczinnikowa      | Kazachstan               | xo   | o    | o    | xxx  |      |      | 1,86  |       |
| 21.     | A     | Marie-Laurence Jungfleisch | Niemcy                   | o    | o    | xo   | xxx  |      |      | 1,86  | SB    |
| 21.     | A     | Sini Lällä                 | Finlandia                | o    | o    | xo   | xxx  |      |      | 1,86  |       |
| 21.     | A     | Urtė Baikštytė             | Litwa                    | o    | o    | xo   | xxx  |      |      | 1,86  |       |
| 21.     | B     | Heta Tuuri                 | Finlandia                | o    | o    | xo   | xxx  |      |      | 1,86  |       |
| 25.     | B     | Emily Borthwick            | Wielka Brytania          | o    | xo   | xxx  |      |      |      | 1,81  |       |
| 25.     | B     | Rachel Glenn               | Stany Zjednoczone        | –    | xo   | xxx  |      |      |      | 1,81  |       |
| 27.     | A     | Laura Zialor               | Wielka Brytania          | xo   | xo   | xxx  |      |      |      | 1,81  |       |
| 28.     | A     | Lu Jiawen                  | Chińska Republika Ludowa | o    | xxx  |      |      |      |      | 1,75  |       |
| 28.     | B     | Jennifer Rodriguez         | Kolumbia                 | o    | xxx  |      |      |      |      | 1,75  |       |
|         | A     | Morgan Lake                | Wielka Brytania          |      |      |      |      |      |      | DNS   |       |

### Finał
Źródło: worldathletics.org.
| Pozycja | Zawodnik            | Państwo    | 1,84 | 1,89 | 1,93 | 1,96 | 1,98 | 2,00 | 2,02 | 2,04 | Wynik | Uwagi     |
| ------- | ------------------- | ---------- | ---- | ---- | ---- | ---- | ---- | ---- | ---- | ---- | ----- | --------- |
| 01 !    | Eleanor Patterson   | Australia  | o    | o    | o    | o    | xxo  | xo   | o    | xxx  | 2,02  | =         |
| 02 !    | Jarosława Mahuczich | Ukraina    | –    | o    | o    | o    | o    | xo   | xo   | xxx  | 2,02  |           |
| 03 !    | Elena Vallortigara  | Włochy     | o    | o    | o    | o    | o    | o    | xxx  |      | 2,00  | SB        |
| 4.      | Iryna Heraszczenko  | Ukraina    | o    | o    | o    | xo   | o    | xo   | xxx  |      | 2,00  | PB        |
| 5.      | Safina Sadullayeva  | Uzbekistan | –    | o    | o    | o    | x-   | xx   |      |      | 1,96  | PB        |
| 5.      | Nicola Olyslagers   | Australia  | o    | o    | o    | o    | xxx  |      |      |      | 1,96  | SB        |
| 7.      | Karmen Bruus        | Estonia    | o    | xo   | xo   | xo   | xxx  |      |      |      | 1,96  | =, =WU18B |
| 8.      | Nadieżda Dubowicka  | Kazachstan | o    | xxo  | xxo  | xo   | xxx  |      |      |      | 1,96  |           |
| 9.      | Lamara Distin       | Jamajka    | o    | o    | o    | xxx  |      |      |      |      | 1,93  |           |
| 10.     | Daniela Stanciu     | Rumunia    | xo   | o    | xxo  | xxx  |      |      |      |      | 1,93  | SB        |
| 11.     | Kimberly Williamson | Jamajka    | o    | o    | xxx  |      |      |      |      |      | 1,89  |           |
| 12.     | Lia Apostolovski    | Słowenia   | o    | xo   | xxx  |      |      |      |      |      | 1,89  |           |